# Pueblo nyangatom

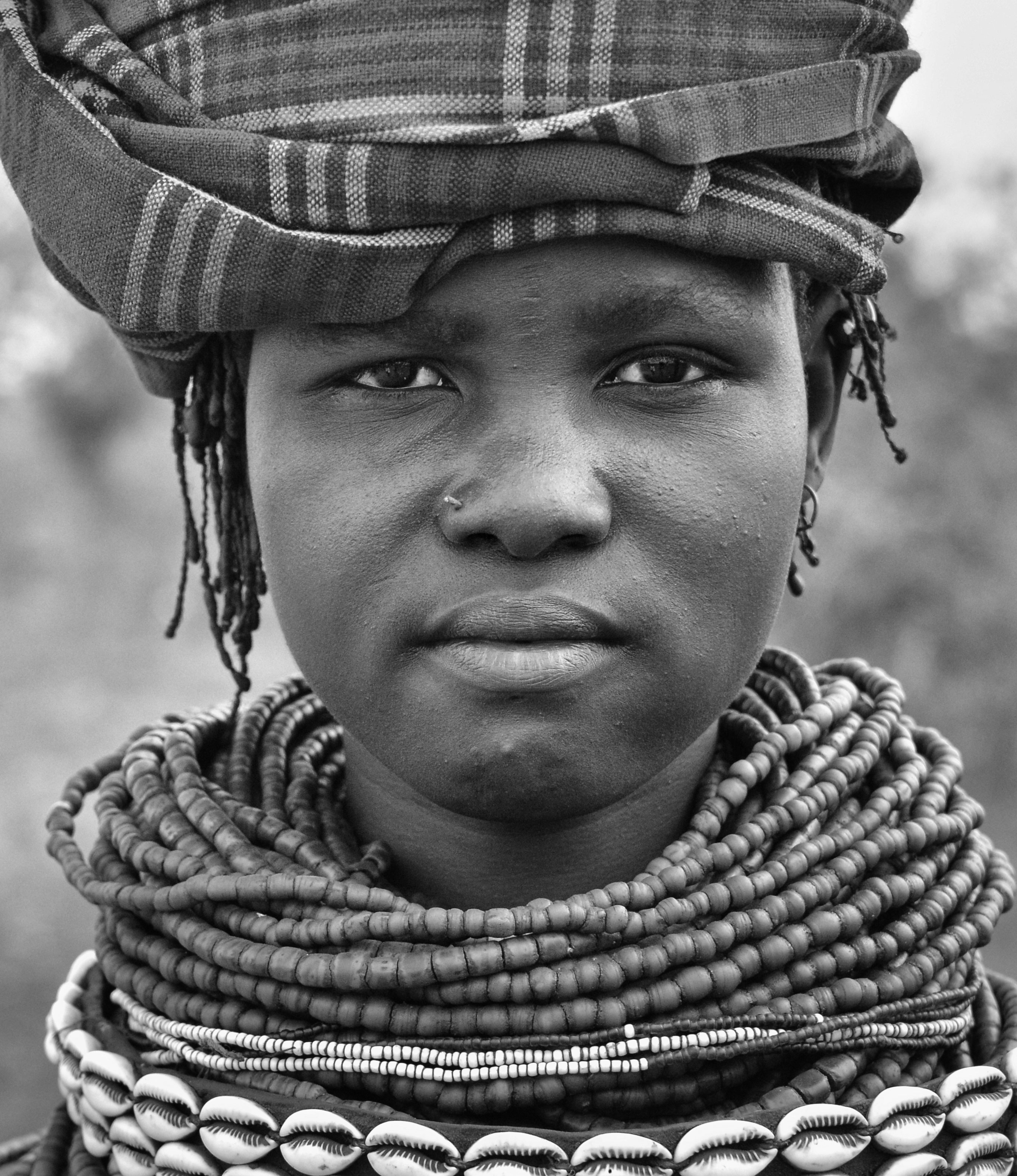
Mujer de la etnia nyangatom

Los nyangatom (o inyangatom) son un pequeño pueblo indígena de pastores que viven con sus manadas en el suroeste de Etiopía y en el sureste de Sudán del Sur en una parte especialmente inhóspita del Triángulo de Ilemi. 
Su lengua es una de las lenguas nilóticas del este, emparentada con las lenguas karimojong, jie y teso de Uganda, Toposa y Turkana. Estas lenguas conforman el grupo de lenguas teso-turkanas.
Sus vecinos, casi todos hostiles, como por ejemplo los suri y turkana en el Valle del Omo, los llaman «bume», un nombre peyorativo que significa “los que huelen mal”. 
Los nyangatom, al igual que otros pueblos indígenas de la zona, están en peligro de ser desplazados por la construcción de la presa Gibe III. También se ven amenazados con la expulsión por la creación del Parque Nacional del Omo, que los convertiría en habitantes ilegales de su propia tierra. 